# 米尔·尼尔森
米尔·厄斯特加德·尼尔森（丹麥語：Mie Østergaard Nielsen，1996年9月25日—）生于奥尔堡，是一名丹麦女子游泳运动员，主攻仰泳。她的父亲本尼·尼尔森（Benny Nielsen）曾获得1988年汉城奥运男子200米蝶泳的银牌，她的母亲Lone Jensen同样也曾是一名游泳选手。米尔·尼尔森身患有高同型半胱氨酸血症，一种令血栓形成风险增加的疾病。